# Музей истории и этнографии крымских караимов имени С. И. Кушуль
Музей истории и этнографии крымских караимов имени С. И. Кушу́ль — общественный караимский музей, действующий в Евпатории с 1996 года.

## История

Семита Кушуль в молодости

Открыт 10 августа 1996 года при Комплексе караимских кенасс Евпатории в одном из помещений бывшего караимского мидраша — памятника градостроительства и архитектуры регионального значения. В основу фондов легли материалы, собираемые в течение десятилетий караимскими общественными деятелями С. И. Кушуль и Б. Я. Кокенаем, переданные Семитой Исааковной весной 1996 года национально-культурному караимскому обществу Евпатории «Кардашлар» (ныне Местная общественная организации «Национально-культурная автономия караимов городской округ Евпатория „Кардашлар“»). Перерезала ленточку на церемонии открытия сама Семита Кушуль, имя которой в тот же день было решено присвоить музею. 
Первым смотрителем и хранителем музейных фондов был врач-рентгенолог, заслуженный врач Автономной Республики Крым Константин Самуилович Батозский, бабушка которого, Бубюш Гелеловна Сараф, помогала С. И. Кушуль в поисках предметов караимской старины. В 2008 году помещение музея было капитально отремонтировано. В том же году смотрителем музея стал Виталий Викторович Тирияки, студент музейного факультета Крымского института культуры. В 2016 году в музей принят новый сотрудник с профильным образованием.
16 мая 2016 года музей посетили глава „Российского императорского дома в изгнании“ Мария Романова и её сын Георгий Романов.
На 2017 год хранителями музейной коллекции являлись Надежда Павленкова, стоящая у истоков создания музея, и Ольга Михайлова.

## Экспозиция и фонды
Экспозиция представлена предметами истории и быта караимов: одеждой, посудой, мебелью, элементами облачения караимских газзанов, утварью и деталями убранства кенасс, а также редкими документами и фотографиями. Среди экспонатов есть и старинные караимские молитвенники, изданные в 1528 году в Венеции, пергаментные свитки Торы, оригинальные предметы времён Крымской войны, вышивка XVII века и другое. В фондах музея хранится подборка караимских брачных договоров (шетаров), самый ранний из которых датирован 1767 годом, а самый поздний — 1947-м. 
Пять картин одесского художника-нонконформиста А. Я. Асабы (1943—1986) подарены музею Е. Лукашовым.
В музее экспонируется написанный в начале 2000-х годов портрет караимского учёного и коллекционера А. С. Фирковича,  переданный в дар его потомком С. Б. Кумышем.

## Выставочная деятельность
19 марта 2017 года экспонаты музея были представлены на выставке „Сокровища караимов“, проходившей в Феодосийском музее древностей в рамках международной научной конференции „Караимская кенасса и караимы Феодосии“.
В 2018 году с 28 сентября по 9 декабря предметы музея экспонировались в Крымском этнографическом музее в Симферополе на выставке „Къарай эдим, къарай бармэн…“ („Я был и остаюсь караимом…“). Страницы истории и культуры крымских караимов по материалам коллекции общины г. Евпатория», организованной по инициативе министра культуры Республики Крым А. В. Новосельской.
| - Министр культуры Республики Крым Арина Новосельская рассматривает старинный караимский брачный договор (шетар) из фондов МИЭКК имени С. И. Кушуль в присутствии евпаторийского газзана Виктора Тирияки. Евпатория, 14 октября 2016 года. - Открытие выставки «Къарай эдим, къарай бармэн…» («Я был и остаюсь караимом…»). Страницы истории и культуры крымских караимов по материалам коллекции общины г. Евпатория» в Крымском этнографическом музее. Симферополь, 28 сентября 2018 года. - Экспонаты МИЭКК имени С. И. Кушуль на выставке в Крымском этнографическом музее. 28 сентября 2018 года. |

## Награды
В 2005 году музей удостоен диплома и почётного знака Министерства культуры Украины в номинации «Музеи на общественных началах».